# Kees Schelfhout
Cornelis Eduardus (Kees) Schelfhout (Sint Jansteen, 25 februari 1918 - 's-Gravenhage, 3 maart 1983) was een Nederlands Engelandvaarder en als KVP-politicus van 1971 tot 1973 staatssecretaris voor onderwijs in de kabinetten Biesheuvel I en Biesheuvel II.

## Oorlogsjaren
Samen met Theo Colsen en de gebroeders Jan en Tonny ten Holder vertrok Schelfhout met een bootje op 28 juli 1940 vanuit Wissekerke op Noord-Beveland. Via de Roompot werd koers gezet naar Engeland. Alles liep goed totdat niet ver voor Engeland de motor het begaf. Door de stroming  en de wind werden ze naar de Franse kust gedreven, waar de Duitsers hen oppakten.
De vier Engelandvaarders werden in het Oranjehotel in Scheveningen ondergebracht. Door het Marinekriegsgericht in Rotterdam werden ze op 18 december 1940 veroordeeld tot twee jaar tuchthuis. Ze werden in het tuchthuis in Münster tewerkgesteld. Op 17 augustus 1942 werden ze vrijgelaten, maar bij de poort werd Schelfhout door de SS opgewacht en naar concentratiekamp Sachsenhausen overgebracht. De andere drie jongens werden op 26 november weer opgepakt en via Kamp Vught naar Dachau gebracht. De twee broers overleefden het kamp, Theo Colsen werd naar Sachsenhausen vervoerd, waar hij in de bossen omkwam.
Na de bevrijding kreeg Schelfhout enige tijd onderdak in Nijmegen bij het gezin van Jo Cals.

## Na de oorlog
Schelfhout was een uit Zeeuws-Vlaanderen afkomstige bestuurder van katholieke onderwijsorganisaties, hoffelijk en deskundig man die een invloedrijke rol speelde bij de uitwerking van de 'Mammoetwet'. Hij was twee jaar onderwijswoordvoerder van de KVP in de  Eerste Kamer om daarna in de kabinetten Biesheuvel I en Biesheuvel II staatssecretaris van lager en voortgezet onderwijs te worden.
- Biografisch Portaal: 72653787
- Nederlandse Thesaurus van Auteursnamen: 071588655
- Parlement.com: vg09lliisis7
- Virtual International Authority File: 286209324
- WorldCat: E39PBJr3BkKRPkDdjJmvDJH6Kd